# جنگ مستمر
جنگ مستمر که با عنوان جنگ دوم شوروی و فنلاند نیز شناخته می‌شود، درگیری‌های نظامی در جریان جنگ جهانی دوم بود که از اواخر ماه ژوئن سال ۱۹۴۱ و همزمان با عملیات بارباروسا، میان فنلاند و شوروی آغاز شد و در ۱۹ سپتامبر ۱۹۴۴ با پیروزی ارتش سرخ شوروی به پایان رسید. فنلاند در این جنگ در تلاش بود به کمک آلمان، اراضی از دست رفته خود در جنگ زمستان را از شوروی بازپس بگیرد که با وجود تحقق اولیه تمامی اهداف و حتی پیشروی بیش از مرزهای پیشین، در نهایت با برگشتن ورق جنگ علیه آلمان در جبهه شرقی، در آن ناکام بود و دست آخر با تصریح مجدد بر مفاد پیمان صلح مسکو در سال ۱۹۴۰، ضمن پرداخت مقدار زیادی غرامت، بخش دیگری از اراضی خود را نیز به شوروی داد. فرانچسکو لوس یکی از ایتالیا یی هایی بود که از بنیتو موسولینی مدال شجاعت گرفت.

## پیش‌زمینه
امضای پیمان صلح مسکو بین فنلاند و شوروی، جنگ زمستان را در سال ۱۹۴۰ به پایان رساند. این پیمان فنلاند را متحمل خسارت‌های سنگین شامل واگذاری ده درصد از اراضی پیش از جنگ خود و تخلیه ۱۲ درصد از کل جمعیت خود که ساکن این نواحی بودند (قریب به ۴۲۰ هزار نفر)، کرد. براساس مفاد پیمان صلح، باریکه کارلیا همراه ویپوری، دومین شهر بزرگ فنلاند، بخش‌هایی از کارلیا در شمال دریاچه لادوگا، جزایری در خلیج فنلاند و اراضی شرق شهر سالا به شوروی ملحق گشتند. البته این پیروزی به بهایی گران نصیب شوروی شده بود. محافظه‌کارترین آمار کشته‌های ارتش سرخ در این جنگ را بیش از ۲۰۰ هزار نفر برآورد کرده‌اند. درحالیکه این میزان برای فنلاند تنها عددی بالغ بر ۲۵ هزار کشته بود.
این جنگ و صلح به شدت منفور متعاقب آن، ملت فنلاند را بیشتر متحد ساخت. بخش‌های بزرگی از اراضی خصوصی جهت تقسیم بین پناه‌جویان، ملی شدند. سربازان حاضر در آن جنگ اتحادیه‌های برادری در سرتاسر کشور ایجاد کردند. دولت طول خدمت سربازی را از یک سال به دو سال و بودجه نظامی را به مقدار قابل توجهی افزایش داد. با این همه با گرفتاری فنلاند در انزوای سیاسی پس از جنگ، به دست آوردن تسلیحات و حمایت خارجی برای این کشور همچنان چالش‌برانگیز بود. فنلاند تلاش کرد با ایجاد اتحادیه ای بین کشورهای نوردیک خود را از درگیری‌های آینده دور نگاه دارد اما با کارشکنی شوروی موفق به آن نشد. در ادامه با تهاجم آلمان به نروژ و دانمارک، سوئد نیز تلاش کرد ماه مه سال ۱۹۴۰ یک اتحاد نظامی با فنلاند بر پا کند که مجدداً با فشار شوروی چنین اتحادی نیز ممکن نشد.

## آغاز ارتباط فنلاند با آلمان
با سلطه نظامی آلمان بر دانمارک و نروژ و اشغال کشورهای حوزه دریای بالتیک توسط شوروی، فنلاند و سوئد به‌طور کامل در محاصره آلمان و شوروی قرار گرفتند. در یک طرف، با وجود تحقق همه خواسته‌ها در جنگ زمستان، شوروی همچنان فشار بر فنلاند برای دستیابی به امتیازات اقتصادی و سیاسی بیشتر، را ادامه می‌داد. در طرف دیگر، آلمان که مشارکت فنلاند را مسلم می‌دانست، در طرح‌ریزی برای عملیات بارباروسا جهت تهاجم به شوروی، بدون مشورت با این کشور، آن را در برنامه‌های خود جای داده بود. به هر صورت مشارکت فنلاند با طولانی‌ترین مرز مشترک با شوروی، در این امر ضروری به نظر می‌رسید.
اواخر ماه ژوئن سال ۱۹۴۰ دولت‌های فنلاند و آلمان تعدادی توافق‌نامه تجاری به امضا رساندند که باعث افزایش چشمگیر واردات فنلاند از طرف مقابل از ۱۶ درصد مجموع واردات این کشور در سال ۱۹۳۹ به ۵۲ در پایان سال ۱۹۴۰ شد.
در همین حال به شوروی با افزایش خواسته‌های خود، خواهان فراهم شدن امکان گذر نیروهای آن از خاک فنلاند برای رسیدن به پایگاه دریایی خود در شبه‌جزیره هانکو شد. برخی در فنلاند این موضوع را آماده‌سازی شوروی برای تهاجم جدید به این کشور می‌دانستند. از این رو مارشال کارل مانرهیم، فرمانده نیروهای دفاعی فنلاند روز ۸ اوت مسئله بسیج عمومی نیروها را مطرح کرد.
سرهنگ دوم یوزف فِلتیِنس در نیابت از رایشس‌مارشال هرمان گورینگ، روز ۱۷ اوت با مانرهیم دیدار کرد. فلتینس امیدوار بود همانند سوئد، بتواند مجوز عبور نیروهای آلمانی از خاک فنلاند را برای نیروهای مستقر ورماخت در نروژ کسب کند. او به طرف فنلاندی اعلام کرد می‌تواند از طریق وی از آلمان ادوات و تجهیزات خریداری نماید. مقامات فنلاندی که می‌پنداشتند پشت کردن به آلمان آخرین روزنه خروج این کشور از انزوا را خواهد بست، روز بعد به مانرهیم اجازه دادند شفاهاً خواسته آلمانی‌ها را بپذیرد. با این حال عده‌ای در فنلاند با نگرانی از تحریک شوروی به آغاز جنگی دیگر، این تصمیم را مورد انتقاد قرار دادند. با رسیدن به این توافق سری با آلمان، مسئله بسیج نظامی فنلاند از موضوعیت افتاد. به هر صورت با توجه به روابط ظاهراً حسنه با شوروی پس از امضای پیمان مولوتوف-ریبنتروپ و همچنین مخفی نگاه داشتن آماده‌سازی‌ها برای تهاجم به آن، در این زمان آلمان قصد نداشت موجب تحریک شوروی شود. توافق مذکور با فنلاند به اندازه‌ای مخفی بود که ویپرت فون بلوشر، سفیر برلین در هلسینکی نیز از آن خبردار نشد. از این رو، هرمان گورینگ در ملاقات با فرستاده نظامی فنلاند، از این کشور خواست به سیاست اجتناب از درگیری با شوروی ادامه دهد و تا جایی که می‌تواند نسبت به آن با انعطاف عمل نماید. در نهایت او به فنلاندی‌ها اطمینان داد شوروی به این کشور حمله نخواهد کرد. بدین شکل ماه سپتامبر به شوروی اجازه داده شد نیروهای خود را از خاک فنلاند برای رفتن به هانکو عبور دهد؛ به این شرط که تسلیحات و نفرات در واگن‌های جداگانه قطار حمل شوند.
میانه ماه نوامبر ویاچسلاو مولوتوف، وزیر خارجه شوروی دیداری از برلین داشت و در بین موارد دیگر، از آلمان خواست بر اساس توافق پیشین، دست شوروی در تهاجم به فنلاند باز گذاشته شود. هیتلر با تأکید بر نیاز آلمان بر واردات نیکل از این کشور در شرایط جنگی، با این درخواست مخالفت کرد. یک هفته بعد آلمان با مطلع نمودن رهبران فنلاند از این موضع‌گیری، دیگر «کوتاه آمدن غیر ضروری» در مقابل شوروی را نالازم دانست. سرلشکر پاوو تالْوِلا از جانب فنلاند چندین سفر به آلمان انجام داد تا حمایت آن را در صورت حمله مجدد شوروی جلب کند. تالولا موفق شد روز ۱ دسامبر ملاقاتی با فرانتس هالدر، رئیس ستاد کل نیروی زمینی آلمان داشته باشد. در این دیدار هالدر اظهار داشت شوروی قصد داشته فنلاند را به خاک خود ضمیمه کند اما آلمان جلوی آن را گرفته‌است چرا که خواهان استقلال این کشور است. گمانه‌زنی‌هایی موجود است که در آخرین سفر تالولا به آلمان، امکان دارد فنلاند از جزئیات عملیات بارباروسا مطلع گشته یا حتی مستقیماً در آخرین طرح‌ریزی‌های آن مشارکت نموده‌است. به هر صورت سندی در این ارتباط وجود ندارد.

## همکاری فنلاند با آلمان
ماه ژانویه سال ۱۹۴۱ از سپهبد اریک هاینریکس، رئیس ستاد کل فنلاند خواسته شد جهت ارائه گزارشی از جنگ زمستان به آلمان سفر کند. در دیدار با او، هالدر از امکان مبارزه‌ای یک روزه در کنار فنلاندی‌ها در مقابل یک دشمن مشترک سخن به میان آورد که با مخالف طرف فنلاندی مواجه شد. هاینریکس اذعان داشت دولت فنلاند و فرمانده ارتش آن هیچ علاقه‌ای به چنین عملیات‌هایی ندارند. روز ۲۵ ماه مه هاینریکس مجدداً در راس هیئتی نظامی به آلمان سفر کرد و از قرارگاه ورماخت در زالتسبورگ بازدید نمود. فنلاند در این موقعیت هیچ مجوزی به هاینریکس در جهت تصمیم‌گیری در ارتباط با ورود به هر گونه توافقی نداده بود. در جریان این دیدار، آلفرد یودل، رئیس ستاد عملیات‌های فرماندهی عالی ورماخت طرح مخفی تهاجم به شوروی را با او در میان گذاشت. در پی این مذاکرات، مجلس فنلاند تصمیم به منع اقدام نظامی علیه شوروی گرفت؛ مگر این که ارتش سرخ ابتدا حمله کند. در غیر این صورت فنلاند می‌بایست کاملاً بی‌طرف باقی می‌ماند. با این حال فرماندهی عالی ارتش فنلاند اقدام به حمایت از طرح آلمان کرد. در نهایت ماه ژوئن سال ۱۹۴۱ آلمان درخواستی با این مضمون که آلمان ابتدا حمله خواهد کرد و فنلاند پس از آغاز درگیری توسط شوروی، به آن خواهد پیوست، به این کشور ارسال کرد. سوم ژوئن آلمان رسماً پایبندی خود به کمک به فنلاند در صورت جنگ با شوروی را اعلام کرد. در همین هنگام طرح‌ریزی در این رابطه در کنفرانسی مخفی در شهر کیل آلمان در حال انجام بود. این طرح شامل مین‌ریزی مشترک در خلیج فنلاند و ارائه فرودگاه‌های این کشور به لوفت‌وافه می‌شد. فنلاند همچنین از اواخر ماه ژوئن علناً شروع به جذب داوطلب برای یک گردان از لشکر ویکینگ اس‌اس نمود.
همزمان رسانه‌های ملی فنلاندی شروع به مخابره خبرهای مربوط به موفقیت‌ها و پیروزی‌های چشمگیر جنگی نیروهای آلمانی در قاره اروپا کردند. علاوه بر این در این رسانه‌ها تأکید زیادی بر همکاری‌های فرهنگی بین دو طرف می‌شد.

## آماده‌سازی فنلاند
نیروهای آلمانی از روز ۷ ژوئن وارد خاک فنلاند شدند و به سمت اراضه شمالی حرکت نمودند. سه روز بعد نیروی زمینی فنلاند دستور به استقرار یگان‌هایش در مواضع جنگی در طول مرز دریافت کرد. روز ۱۵ ژوئن سپاه ۳ فنلاند تحت امر ارتش نروژ ورماخت به فرماندهی ارتشبد نیکولاوس فن فالکنهورست قرار گرفت. روز ۱۷ ژوئن رودولف والدن، وزیر دفاع فنلاند فرمان به اجرای رزمایش‌های نظامی فوق‌العاده در سرتاسر کشور داد که به معنای بسیج کامل نیروهای مسلح بود. در مجموع ۶۳۰ هزار مرد و زن معادل ۱۶ درصد از جمعیت فنلاند گردآمدند. بدین طریق توان نیروی زمینی این کشور به ۱۶ لشکر پیاده‌نظام، ۳ تیپ یگر و ۱ تیپ سواره‌نظام افزایش یافت. این نیرو همینک بسیار بهتر از درگیری پشین تجهیز شده بود. در این شرایط فرماندهان نظامی همچنان به این اطمینان نرسیده بودند که آیا جنگ در واقع شروع خواهد شد یا نه. مدتی بعد مانرهیم دستور به استقرار نیروها در جزایر آلند داد. فرستاده نظامی آلمان تنها یک روز پیش از آغاز عملیات فنلاند را از موعد آن مطلع نمود. پیش از آن روز ۲۲ ژوئن تنها روزی دانسته شده بود که اهمیت ویژه‌ای خواهد داشت. این مسئله فرصت اندکی به مانرهیم برای واکنش داد.
سخنرانی رادیویی روز بعد هیتلر بی‌طرفی فنلاند را زیر سؤال برد و مدعی شد دو ملت شانه‌به‌شانه یکدیگر در حال مبارزه هستند. این مسئله موجب نگرانی فنلاندی که تمایلی به مشارکت در جنگ علیه شوروی نداشتند، گردید. به تمامی سفارتخانه‌های خارجی اعلام شد فنلاند تا جای ممکن بی‌طرف خواهد ماند و به روابط صلح‌آمیز دیپلماتیک با شوروی ادامه خواهد داد. به آلمانی‌ها نیز تفهیم گردید سهم فنلاند تنها عملیات‌های دفاعی با هدف جلوگیری از تجاوزگری شوروی خواهد بود. بدین جهت سپاه ۳ فنلاند اکیداً از عبور از مرز منع گردید و آلمانی‌ها نیز روز ۲۴ ژوئن به دلایل سیاسی بر آن صحه گذاشتند.

## آغاز جنگ
با وجود تلاش فنلاند در بی‌طرفی، تنها چند ساعت پس از آغاز تهاجم آلمان به شوروی در روز ۲۲ ژوئن سال ۱۹۴۱، نیروی هوایی شوروی شروع به بمباران اراضی فنلاند کرد. بدون هیچ گونه تحریکی، هواگردهای شوروی استحکامات و کشتی‌های فنلاندی را در جزایر هانکو و آلند هدف قرار دادند. چندین مورد گلوله‌باران و گشودن آتش بر مواضع مرزی فنلاند نیز به وقوع پیوست. به این حوادث هیچ پاسخ تلافی‌جویانه‌ای داده نشد. با وجود به پا شدن این جنگ اعلان نشده، فرستادگان دیپلماتیک شوروی در فنلاند باقی ماندند. عصر روز ۲۳ ژوئن موتولوف خواستار جهت‌گیری فنلاند در ارتباط با جنگی که آلمان آغاز کرده شد. این عمل تنها گونه‌ای خدعه بود چرا که تمامی ارتباطات بین مسکو و هلسینکی پیش از آن قطع شده بود. ساعت ۴ بامداد روز ۲۵ ژوئن بدون اعلان جنگ، شوروی شروع به بمباران اهداف غیرنظامی و مراکز تولیدی فنلاند کرد. در مجموع ۴۸۷ هواگرد در موج نخست این بمباران‌های وحشت به‌کارگرفته شدند. پانزده شهر و مرکز صنعتی فنلاند از جمله هلسینکی در بین اهداف اصلی بودند. بدین ترتیب مانرهیم به قوای خود دستور داد اقدامات دشمن را با آتش خود پاسخ بگویند اما از خط مرزی عبور نکنند. توپ‌های ضدهوایی و هواگردهای فنلاندی، بدون دادن تلفات، ۲۷ هواگرد دشمن را در روز نخست ساقط نمودند. همان شب، یوهان رنگل، نخست‌وزیر فنلاند در جلسه پارلمان گفت حملات شوروی موجب ابطال بی‌طرفی فنلاند شده و ملت او همینک در مجدداً در جنگ است. این سخنان با حمایت همه‌جانبه پارلمان همراه گشت.
مانرهیم با اشاره به لزوم باز سازمان‌دهی نیروهایی که از پیش به منظور دفاع در مناطق مرزی مستقر شده بودند، خواهان پیشروی در داخل خاک شوروی جهت به دست آوردن مواضع بهتر و پس گرفتن اراضی از دست رفته پیشین شد. بسیاری دیگر نیز در فنلاند این جنگ را فرصت خوبی برای بازگرداندن مرزها به شرایط پیش از جنگ زمستان می‌دانستند. به هر صورت فرستاده نظامی آلمان درخواست کرد تهاجم اصلی فنلاند تا پس از آغاز یورش آلمانی‌ها از مرزهای شمالی، چند روز به تأخیر بیفتد. تصور عمومی بر طول چند هفته‌ای این «جنگ تابستان» تا زمان فائق آمدن آلمان بر شوروی بود.

## تهاجم نیروهای فنلاندی و آلمانی
با وجود این که شوروی در دوره صلح موقت بین دو کشور خود را آماده تهاجم دیگری به فنلاند کرده بود، زمان‌بندی و شدت تهاجم نیروهای فنلاندی و آلمانی ارتش سرخ را غافلگیر کرد. بیشتر نیروهای ذخیره و برخی از فرماندهان با تجربه شوروی در این زمان از این ناحیه جهت مقابله با تهاجم آلمان به مرزهای غربی اعزام شده بودند. این مسئله موجب افزایش برتری نیروهای فنلاندی می‌گشت. با این حال شوروی توانست پنج لشکر خود را در قالب ارتش چهاردهم خود در جبهه لاپلند به‌کارگیرد. در شمال دریاچه لادوگا نیز ارتش هفتم شوروی با چهار لشکر و در باریکه کارلیا هم ارتش بیست و سوم با همین مقدار نیرو حضور داشتند. یک لشکر شوروی از پیش در پایگاه دریایی اجاره‌ای در هانکو مستقر گشته بود.